# Nuốt xanh
Nuốt xanh hay sến (danh pháp: Casearia virescens) là một loài thực vật có hoa trong họ Liễu. Loài này được Pierre ex Gagnep. mô tả khoa học đầu tiên năm 1914.